# Хайд, Генри, 2-й граф Кларендон
Ге́нри Хайд, 2-й граф Кла́рендон (англ. Henry Hyde, 2nd Earl of Clarendon; 2 июня 1638 — 31 октября 1709) — английский аристократ и политик. Он занимал должности лорд-хранителя печати и лорда-наместника Ирландии в начале правления своего зятя, короля Якова II (1685—1687).

## Ранняя жизнь
Родился 2 июня 1638 года. Старший сын Эдварда Хайда, 1-го графа Кларендона (1609—1674), и его второй жены Фрэнсис Эйлсбери (1617—1667). Таким образом, он был братом Анны Хайд и дядей по материнской линии как королевы Марии II, так и королевы Анны. И он, и младший его брат Лоуренс Хайд частично воспитывались в Антверпене и Бреде своей матерью. Граф Кларендон до 1660 года использовал Генриха в качестве переписчика, расшифровщика и конфиденциального секретаря в своей переписке с дальними роялистами.

## При Карле II

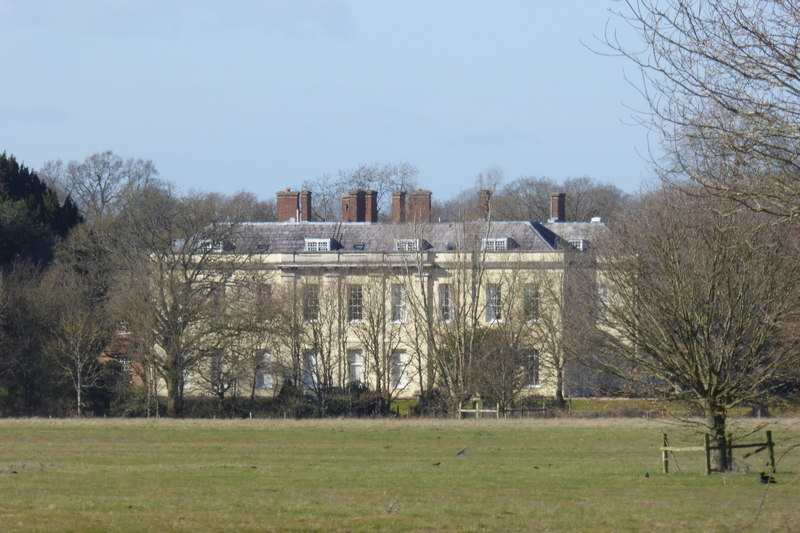
Swallowfield Park house

Вскоре после возвращения семьи в Англию, 26 января 1660 года, Генри Хайд женился на Феодосии Капель (1639/1640 — март 1662), дочери Артура Капеля, 1-го барона Капеля из Хэдэма, и Элизабет Моррисон, и сестре Мэри Капель, герцогини Бофорт. У супругов родился один сын:
- Эдвард Хайд, 3-й граф Кларендон (28 ноября 1661 — 31 марта 1723)

Феодосия скончалась в 1661 году, 19 октября 1670 года он женился во второй раз на Флауэр Бэкхаус (? — 17 июля 1700), дочери философа Уильяма Бэкхауса и Энн Ричардс, вдове Уильяма Бишопа и сэра Уильяма Бэкхауса (родственника ее отца), получив поместье и дом Суоллоуфилд-Парк, Беркшир, где он перестроил дом. Позже она была первой леди спальни королевы Анны. Королева Анна позже невзлюбила свою тетю, несомненно, под влиянием её лучшей подруги Сары Черчилль, герцогини Мальборо. Сара ненавидела Флауэр, которую называла «сумасшедшей». С 1661 года Генри Хайд носил титул лорда Корнбёри. Он был членом парламента от Уилтшира до 1674 года.
В 1662 году Генри Хайд был назначен личным секретарем королевы Екатерины, лордом-камергером которой он стал в июле 1665 года; в последующие годы он, возможно, пожалел о своем назначении, поскольку он и королева были втянуты в почти бесконечный судебный процесс по поводу задолженности по её содержанию. Джон Ивлин в 1664 году помог ему засадить Корнбёри-парк. Он выступал от имени своего отца во время его импичмента в 1667 году; а после его падения лорд Корнбери стал противником придворной партии и министерства Кабали и напал на герцога Бекингема и графа Арлингтона. После смерти отца в 1674 году он унаследовал графство Кларендон. В 1680 году влияние его зятя Джеймса, герцога Йоркского, сделало его тайным советником. Примерно в то же время он был назначен хранителем Денмарк-хауса, а также казначеем и генеральным получателем доходов королевы. В это время у него часто были проблемы с деньгами.
Дружба герцога Йоркского привела к включению его вместе со своим братом Лоуренсом в группу, о которой палата общин в начале января 1681 года сообщила королю как о людях, склонных к папству. Будучи к тому времени сторонником двора, он имел возможность посетить в лондонском Тауэре Артура Капеля, 1-го графа Эссекса (брата его первой жены), в 1683 году, а в следующем правлении герцога Монмута, и умолять дело Элис Лайл, когда она была приговорена судьей Джорджем Джеффрисом.

## При Якове II
В 1685 году зять Генри, король Англии Яков II, назначил его лордом-хранителем печати. Через несколько месяцев он стал еще и лордом-лейтенантом Ирландии.

### В Ирландии
Ричард Толбот, 1-й граф Тирконнелл, был вызван в Лондон от командования вооруженными силами в Ирландии примерно в тот день, когда Кларендон отправился в Дублин (декабрь 1685 г.). 9 января 1686 года новый лорд-лейтенант прибыл в Дублин. Он обнаружил, что его авторитет омрачен авторитетом отсутствующего главнокомандующего. Вскоре Роберт Спенсер, 2-й граф Сандерленд, сообщил графа Кларендону о намерении короля ввести католиков в ирландскую судебную и административную систему, а также в ирландскую армию. Кларендон предостерег епископов и проповедников от оскорбления католических чувств и допустил католиков в качестве советников и армейских офицеров; и он призвал их принять в городские корпорации. Он вяло протестовал королю. В июне 1686 года граф Тирконнел вернулся с полными полномочиями в качестве главнокомандующего, Кларендон цеплялся за свой кабинет.
Граф Тирконнелл преобразовал армию; а в августе 1686 года он посетил Англию, чтобы получить у короля разрешение на принятие закона, заменяющего Акт об урегулировании 1662 года. Кларендон направил множество протестов как королю, так и королеве во время отсутствия своего соперника; но когда его брат Лоуренс (ныне граф Рочестер) увидел, что его влияние ослабевает, он пришел к выводу, что не остается никакой надежды сохранить свой пост в Ирландии, кроме как через королеву. Примерно через три недели после увольнения графа Рочестера (8 января 1687 года) он получил отзывное письмо из графа Сандерленда. Граф Тирконнелл, занявший место Кларендона, дал встретился с ним 8 февраля. 21 февраля Кларендон высадился в Нестоне в Чешире, взяв с собой учётные книги запасов.

### Потеря должности
Генрих Хайд и его брат, граф Рочестер, лишились благосклонности короля и были уволены с должностей. Тайная печать была вручена 16 марта 1687 года католику Генри Арунделу, 3-му барону Арунделу из Уордура, и Кларендон на время ушел в частную жизнь. У него был проект бракосочетания своего старшего сына, теперь лорда Корнбери, и деньги, которые нужно было собрать для урегулирования обремененных семейных поместий. Он занимался спекуляциями, начиная от добычи угля в Виндзорском лесу и заканчивая торговлей шотландскими разносчиками. Пенсия была назначена ему Яковом II примерно в начале 1688 года.
Он консультировал епископов лондонского Тауэра по поводу их залога, и Джеффрис попросил его использовать свои добрые услуги перед Уильямом Сэнкрофтом. Королева, в совет которой он был включен в 1681 году, разыскала его. 24 сентября 1688 года, на следующий день после дружеского приема его, граф Кларендон обнаружил, что сам король, учитывая подготовку голландцев к вторжению, хотел «посмотреть, что сделают люди англиканской церкви». Он стал более решительным и 22 октября на совете, созванном королем для заслушивания его заявления о рождении принца Уэльского, отказался сидеть рядом с отцом Эдвардом Петре и попросил присутствовать только как пэр.
Через девять дней после высадки Вильгельма Оранского лорд Корнбери перешел к нему от короля (14 ноября), что стало поворотным моментом; и очень трудно для Кларендона. Мэри, жена Вильгельма Оранского, была племянницей Генри. На совете пэров, созванном королем по его возвращению для обсуждения вопроса о созыве свободного парламента (27 ноября), граф Кларендон выступал против королевской политики; и 1 декабря он отправился в Солсбери, чтобы помириться с Вильгельмом. 3 декабря он имел встречу с Вильгельмом в Бервике, недалеко от Хиндона, Уилтшир, и предложил ему свою поддержку. Он присутствовал на конференции в Хангерфорде 8 декабря и следил за продвижением принца до Хенли, где 13 декабря он получил отпуск. По желанию принца он снова ждал его в Виндзоре 16 декабря и представил ему своего брата Рочестера. Говорят, что именно на конференции, состоявшейся в Виндзоре, граф Кларендон предложил заключить короля Джеймса в Тауэр; в то время как, по словам Гилберта Бернета, он предложил перевестись в Бреду. Сам он заявил, что, за исключением встречи в Виндзоре, он никогда не присутствовал ни на каких дискуссиях о том, что следует делать с королем Яковом, но что он против отсылки короля. Сам Вильгельм сообщил ему, что король бежал.

## Якобит
Граф Кларендон придерживался линии консерваторов, отвергая предположение вигов об отречении короля Джеймса и передачу короны Вильгельму II и Марии II. Об этом он говорил в парламенте и отказался принести присягу новому правительству. Вильгельм Оранский плохо воспринял то, что Кларендон представил его враждебно настроенным по отношению к англиканской церкви. Кларендон был в контакте с Ричардом Грэмом, 1-м виконтом Престоном, якобитским заговорщиком. 24 июня королева Мария II приказала арестовать своего дядю, и на следующий день он оказался в лондонском Тауэре. Там он и остался, с ним обращались не особенно хорошо, хотя на какое-то время, до 15 августа, ему разрешили компанию жены. После его освобождения заговор возобновился. Когда 31 декабря 1690 года лорд Престон был арестован на реке Темзе, среди найденных при нем писем было письмо от Кларендона королю Джеймсу. Престон назвал Кларендона среди своих сообщников. Граф Кларендон, который с 4 января 1691 года после допроса в кабинете министров был снова отправлен в Тауэр, оставался там несколько месяцев. В июле ему разрешили покинуть тюрьму под присмотром надзирателя, и вскоре последовало его освобождение под залог.

## Дальнейшая жизнь
Остаток жизни графа Кларендона прошел в спокойствии в своей загородной резиденции, его беспокоил только его почти бесконечный судебный процесс с вдовствующей королевой Екатериной. В 1694 году Корнбери из-за финансовых затруднений лишился многих картин, собранных его отцом, и, по крайней мере, большей части его библиотеки; и в 1697 году, или незадолго до этого, Кларендон продал его Рочестеру, хотя, чтобы щадить его гордость, продажа держалась в секрете до его смерти. Публикация (1702—1704) первого трехтомного издания «Истории восстания» первого графа была в основном работой Рочестера; но Кларендон проявил интерес и в 1704 году подарил Джону Эвелину три печатных тома. Королева Анна не приняла его при дворе как «стойкого» якобита, но выплатила ему пенсию.
Граф Кларендон скончался 31 октября 1709 года. Его дневник (1687—1690) и переписка с письмами его младшего брата Рочестера впервые появились в 1828 году; он был отредактирован Сэмюэлем Уэллером Сингером на основе рукописей Уильяма Апкотта. У него была прекрасная коллекция медалей, и он был автором книги «История и древности соборной церкви в Винчестере», продолженной Сэмюэлем Гейлом, Лондон, 1715 год.